# Plaça de Catalunya (metropolitana di Barcellona)

Posizione dei diversi sistemi di trasporto nella piazza

La stazione di Plaça de Catalunya è un nodo intermodale del sistema di trasporti di Barcellona, situata sotto l'omonima piazza di Barcellona. È il capolinea di tutte le linee FGC che fanno parte del Metro del Vallès, nonché stazione di interscambio con le linee L1, L3, L6 e L7 della metropolitana cittadina e con le linee 1, 3, 4 e 7 delle Cercanías gestite da Renfe Operadora. Passa da questa stazione anche una linea di media percorrenza, la Ca-4b. In superficie passa un gran numero di autobus della rete di trasporti urbana.
La stazione occupa praticamente tutto il sottosuolo della piazza ed è dotata di zone commerciali.

## Storia
Dal 1863, con l'abbattimento delle mura della città antica, fu creata in superficie la stazione del Ferrocarril de Gracia che univa la città con Gràcia, Sant Gervasi e Sarrià, che allora erano municipi autonomi. Questa linea costituì l'inizio della Ferrocarrils de la Generalitat de Catalunya (FGC).
Nel 1924 vi fu l'apertura delle banchine della linea 3 della metropolitana, nel 1926 quelle della linea 1. Nel 1928 fu temporaneamente chiusa per la costruzione del tunnel della RENFE tra questa stazione e la stazione di Arc de Triomf.
Nel 1929 fu eseguito l'interramento della linea di FGC sotto il Carrer de Balmes con l'inaugurazione del terminal sotterraneo del Metro del Vallés.
Tra il 1971 e il 1972, con l'interramento delle linee di Renfe e la costruzione del tunnel che collega questa stazione con quella di Sants, furono i binari delle Cercanias paralleli a quelli della stazione della L1; sono rimasti così quattro binari, i due laterali con le rispettive banchine appartengono alla metropolitana e i due centrali con le rispettive banchine al servizio di Cercanias. Poco dopo questa sistemazione dei binari la stazione divenne un nodo intermodale metropolitana-Cercanias-treno-autobus.